# Берёзка (хоровод)
Берёзка (Во поле берёзонька стояла) — народный танец-хоровод, характерный для центральной России и Белоруссии. Музыкальный размер 3/4, 4/4. Темп от медленного до умеренно быстрого. На основе фольклорного варианта создан сценический танец.

## Бытовой вариант
В некоторых районах исполнялся девушками во время весенних закличек, обязательный атрибут — ветки берёзы, которые исполнительницы держат в руках. Известный также как парный деревенский танец, не связанный с обрядовым действом. Характерные элементы танца — простые шаги по кругу и одновременное приседание всех исполнителей на определённый такт музыки.
Обычно на Семик или Троицу после совершения обряда кумления в роще девушки расходились, чтобы «завить венок». После этого собирались у какой-нибудь берёзы, и начинали водить вокруг неё «хоровод с лентой» («хоровод с пояском»). Брали одну длинную ленту или тесёмку, завязывали её концы. Затем привязывали к этой ленте каждый свою ленту. Получалось что-то вроде солнышка с длинными разноцветными лучами. Затем становились так, чтобы концы ленточек были натянуты. Одной рукой девушки держали ленту, а в другой обязательно была ветка дерева. Девушки с песней начинали плавно двигаться по кругу, опуская и поднимая попеременно ленты и веточки.
Песни в каждой местности могли быть разные, но обязательно про берёзку:
Берёзонька кудрявая,

Кудрявая, моложавая,

Под тобою, берёзонька,

То не мак цветёт,

Под тобою, берёзонька,

Не огонь горит,

Не мак цветёт —

Красные девушки

В хороводе стоят,

Про тебя, берёзонька,

Все песни поют.
В Иркутской области орнаментальный хоровод начинался с обустройства места. На поляне выбирались три деревца-берёзки, между которыми водили хоровод, или их заменяли три девушки. Водящая девушка сама выбирала рисунок. Приплясывая, они меняли свои рисунки. Основной ход — переменный шаг на 2/4 такта или простой на 1/4 такта. Танец сопровождается многочисленными и разнообразными припевками. В Минской области танец сопровождал игру «Женитьба Терешки».

## Сценический вариант
По мотивам народного танца создан сценический вариант. В этом случае женщины исполняют его в псевдорусских костюмах, стилизованных под нижегородские девичьи (кофта, сарафан, кокошник или платок), волосы убраны в косу. Движения плавные по кругу, в хороводе, цепочкой (друг за другом), змейкой, в две линии, вращения друг вокруг друга или попарно вокруг общих центров в группах. Махи ногами отсутствуют. Шаги неширокие и частые, создающие впечатление скольжения («как лебедь плывет»). В руках танцовщицы держат платочки или ветви берёзы, что может символизировать прощание с весной (см. Троицкая берёза). Общий настрой танца меланхоличный. Создательницей особого танцевального па является основательница коллектива «Берёзка» Надежда Надеждина.